# داویدکا

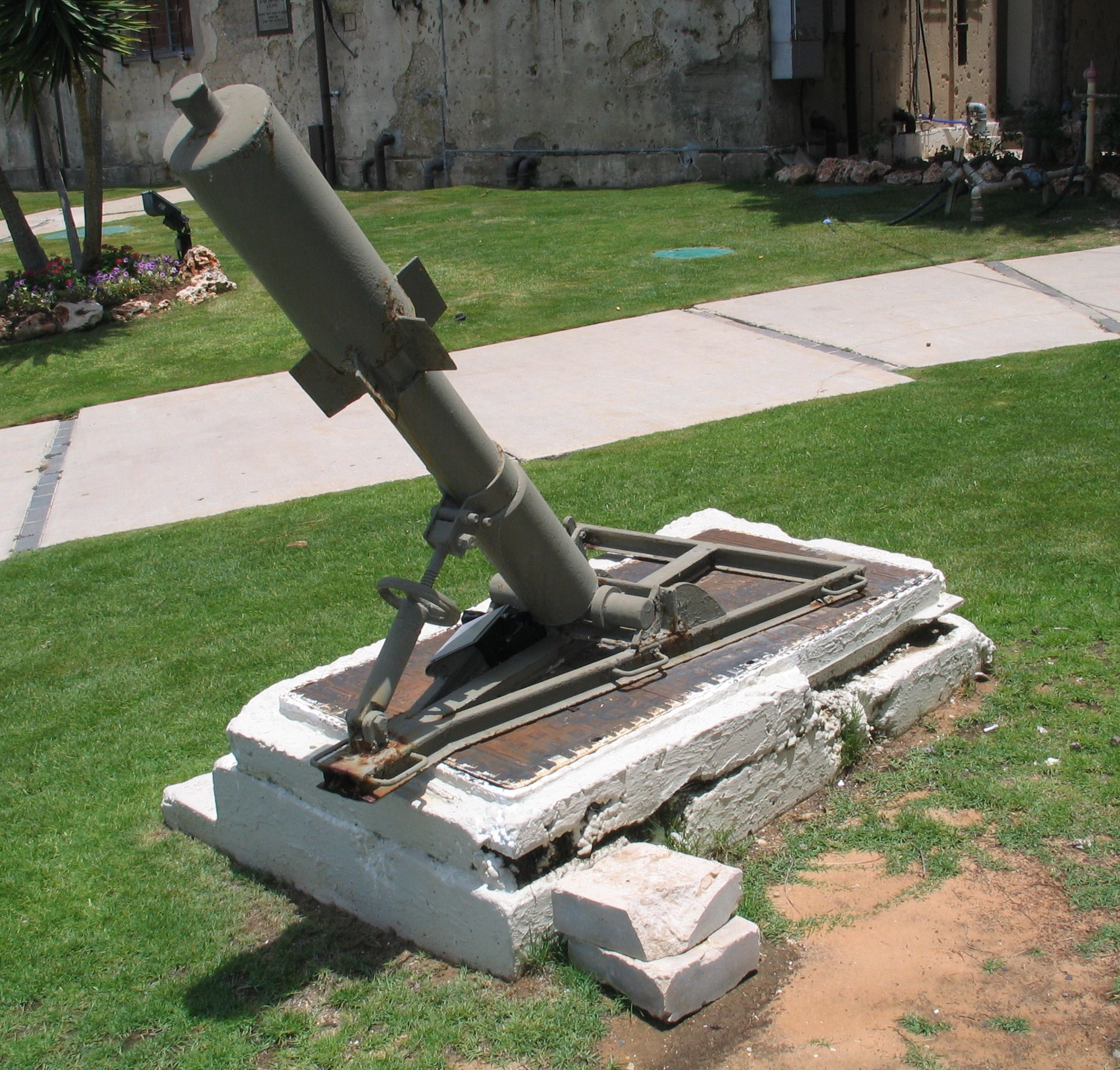
نمایی از داویدکا، خمپارهٔ دست‌ساز اسرائیلی - ۲۰۰۸

داویدکا (به ییدیش: דוידקה "دیوید کوچک" یا "ساخته شده توسط داوود") یک خمپاره دست‌ساز اسرائیلی بود که در طی جنگ فلسطین ۱۹۴۷–۱۹۴۹ در صفد و اورشلیم استفاده شد. بمب‌های آن بسیار پر سر و صدا، اما بسیار کم دقت و بیشتر برای ترساندن مخالفان استفاده شده‌است. آنها به ویژه در ترساندن سربازان عرب و غیرنظامیان مفید بودند. اسماً به عنوان خمپاره ۳ اینچی(۷۶٫۲ میلی‌متر) طبقه‌بندی می‌شود؛ اگرچه بمب به‌طور قابل توجهی بزرگتر بود.